# خوان مانويل فانجيو
خوان مانويل فانجيو (بالإسبانية: Juan Manuel Fangio) (24 من يونيو 1911م- 17 من يوليو 1995م)، المُلقب بإل تشويكو (أي «متقوس الساقين») أو إل مايسترو (أي «السيد»)، هو سائق سيارات سباقات من الأرجنتين تمتع بالسيادة في العقد الأول من سباقات الفورمولا واحد. وقد فاز بخمس بطولات عالم لسباقات سيارات الفورمولا واحد — وهو الرقم القياسي الذي ظل يتمتع به لمدة 46 عامًا حتي تفوق عليه مايكل شوماخر — مع أربعة فرق مختلفة (ألفا روميو، وفيراري، ومرسيدس - بنز، ومازيراتي)، وهو الإنجاز الذي لم يتكرر مطلقًا.
ونظرًا لأن خوان عضو في قاعة مشاهير الفورمولا واحد، يعتبره الكثيرون أحد أعظم سائقي الفورمولا واحد على الإطلاق
ويحمل أعلى نسبة فوز في سباقات الفورمولا واحد، وهي 46%، إذ فاز في 24 من أصل 52 سباقًا شارك فيه.
فانجيو هو السائق الأرجنتيني الوحيد الذي فاز بسباق الجائزة الكبرى الأرجنتيني، وقد فاز به أربع مرات في حياته المهنية ليتفوق بذلك على أي سائق آخر.

## احتفال جوجل

احتفال جوجل بالذِكرى 105 لميلاده

في 24 يونيو 2016 احتفلَ مُحرك البَحث جوجل بالذَكرى 105 لِميلاد خوان مانويل فانجيو.

## وصلات خارجية
- خوان مانويل فانجيو على موقع Racing-Reference.info (الإنجليزية)
- خوان مانويل فانجيو على موقع DriverDB.com (الإنجليزية)
- خوان مانويل فانجيو على موقع eWRC-results.com (الإنجليزية)

- Juan Manuel Fangio Website
- Maserati Celebrates Fangio نسخة محفوظة 11 سبتمبر 2013 على موقع واي باك مشين.
- Fangio the greatest racecar driver نسخة محفوظة 9 أكتوبر 2011 على موقع واي باك مشين.
- Juan Manuel Fangio Museum (بالإسبانية)
- Amigos de Fangio (بالإسبانية)
- خوان مانويل فانجيو على موقع IMDb (الإنجليزية)
- خوان مانويل فانجيو على موقع الموسوعة البريطانية (الإنجليزية)
- خوان مانويل فانجيو على موقع مونزينجر (الألمانية)
- خوان مانويل فانجيو على موقع قاعدة بيانات الفيلم (الإنجليزية)